# 張宣
張宣（1341年—1373年），字藻仲，江陰人，明朝政治人物、詩人。

## 生平
洪武初年，以考禮徵召。洪武三年（1370年），預修《元史》。太祖親自書寫其名，召對殿廷，即日授翰林院編修，稱呼為“小秀才”。奉詔歸娶，年已三十歲。洪武六年（1373年），坐事謫守濠梁，卒於途中。
宋濂有《送张藻仲归聚诗》。

## 家庭
父亲張端。

## 著作
有《張藻仲詩卷》傳世。